# Khowai
Khowai es un pueblo y nagar Panchayat situado en el distrito de Tripura occidental en el estado de Tripura (India). Su población es de 18526 habitantes (2011). Se encuentra a orillas del río Khowai, próximo a la frontera con Bangladés.

## Demografía
Según el censo de 2011 la población de Khowai era de 18526 habitantes, de los cuales 9297 eran hombres y 9229 eran mujeres. Khowai tiene una tasa media de alfabetización del 97,39%, superior a la media estatal del 87,22%: la alfabetización masculina es del 98,30%, y la alfabetización femenina del 96,47%.